# Mezio Fufezio
Mezio Fufezio in lingua latina: Mettius Fufetius (... – 673 a.C.) fu l'ultimo re di Alba Longa, succedendo a Gaio Cluilio.

## Biografia
Secondo il racconto di Tito Livio, Mezio Fufezio considerava empio lo scontro tra Alba Longa e Roma, in quanto le due popolazioni erano entrambe discendenti da Romolo. Per risolvere il conflitto ed evitare che la guerra indebolisse entrambe le città, finendo col favorire i comuni nemici Etruschi, propose il duello tra Orazi e Curiazi. La sfida fu vinta dai Romani e Alba Longa si sottomise.
Ma gli Albani ripresero subito a tramare contro i Romani: Mezio, nonostante fosse alleato di Tullo Ostilio, condusse sul campo gli Albani, senza prendere parte a fianco dei Romani allo scontro durante una battaglia contro Fidenae e Veio.
Dopo che la vittoria arrise ai Romani, Tullo Ostilio invitò gli Albani a condividere lo stesso accampamento, per i festeggiamenti; ma quando questi vi entrarono disarmati, per assistere all'assemblea pubblica di ringraziamento, Tullo Ostilio li fece circondare dai propri soldati armati, e pronunciò un discorso in cui accusò Mezio Fufezio di tradimento.
(Tito Livio, Ab Urbe Condita, I, 28.)
Mezio Fufezio morì squartato da due quadrighe fatte marciare in direzioni opposte. Alba Longa fu distrutta e i suoi abitanti vennero trasferiti a Roma, sul Celio.